# Жан Демаре
Жан Демаре́ де Сен-Сорле́н (фр. Jean Desmarets de Saint-Sorlin; *1595 — † 28 жовтня 1676) — французький письменник, поет і драматург.

## Біографія
Народився у 1595 році в Парижі у знатній родині. 
Дебютував у літературі у 1632 році романом «Ariane». Був одним із перших членів новоствореної Французької академії (заснована у 1634 році).
На прохання кардинала Рішельє написав ряд невдалих трагедій та трагікомедій — «Аспазія» (фр. «Aspasie»), «Сціпіон» (фр. «Scipion»), «Роксана» (фр. «Roxane», 1639). Спільно з Рішельє написав трагікомедію «Мірам» (фр. «Mirame», 1641) — з натяками на любовний зв'язок Анни Австрійської і герцога Бекінгема. Через ці п'єси Демаре став одним із об'єктів сатир Буало.
Велика епопея «Хлодвіг» (фр. «Clovis») також була невдалою. А от оригінальна комедія «Les Visionnaires» (1640) стала однією з найкращих комедій домольєрівського періоду — з хвальком-капітаном, поетом, схибленим на пафосі, дилетантом-цінителем та іншими характерами. Особливо вдалими були жіночі типи, з яких один — непривабливої старої діви, яка бачить весь світ біля своїх ніг — послужив Мольєру зразком його Белізи у «Вчених жінках» (фр. «Les femmes savantes», 1672). Цікавість «Les Visionnaires» для сучасників автора збільшувалася також за рахунок натяків на відомих тоді осіб, на готель Рамбуйє, який тримала мадам де Рамбуйє, та інші тогочасні нюанси.
У останні 20 років життя Демаре перетворився на містика-пієтиста, переклав віршами «L’office de la vierge Marie» (1645), видав том молитов в прозі, затіяв полеміку з янсеністами і став представляти себе посланцем Бога для викорінювання зла на землі, володарем ключа від Апокаліпсису, тощо. Він здійснив також літературний похід проти класицизму і почав своїм «Traité des poètes grecs et latins» відому «суперечку про древніх і нових» (фр. «Querelle des Anciens et des Modernes»), яку після нього продовжували Буало і Перро, Фонтенель і Ламот.
Помер у 1676 році в Парижі.